# Enrico Coletti
Enrico Coletti (Roma, 7 de setembre de 1961) és un productor, director i guionista de cinema italià.
Fill del director Duilio, Enrico Coletti es va introduir en l'entorn cinematogràfic a la primera meitat dels anys vuitanta, assistint a un curs d'especialització en direcció el 1973 a Nova York.
Després de 13 anys passats als Estats Units, Enrico Coletti torna a Itàlia i debuta amb la pel·lícula Supysaua el 1988; seguida de les obres Miele dolce amore (1994) i la dramàtica Il tocco - La sfida (1997), fent ús de la col·laboració de estrelles internacionals com Ben Cross i Franco Nero. L'any 2000 va rodar Bibo per sempre, amb la presència de Teo Teocoli.

## Filmografia
Com a director i guionista
- Supysaua (1988)
- Honey Sweet Love (1994)
- Il tocco - La sfida (1997)
- Bibo per sempre (2000)
- The italian (Un italiano per Fidel) (2011)
- Un giorno dei giorni (The day of all days) (2019)
- L'Avana Papers (2021)

Com a productor
- Supysaua
- Caro Gorbaciov, dirigida per Carlo Lizzani (1988)
- Indio, dirigida per Antonio Margheriti (1989)
- Indio 2 - La rivolta, dirigida per Antonio Margheriti (1991)
- Al calar della sera, dirigida per Alessandro Lucidi (1992)
- Miele dolce amore
- Karol - Un papa rimasto uomo, dirigida per Giacomo Battiato (2006)
- Ghost Son, dirigida per Lamberto Bava (2007)
- Go Go Tales, dirigida per Abel Ferrara (2007)
- The italian (Un italiano per Fidel) (2011)

Com a director de segona unitat
- Sound, dirigida per Biagio Proietti (1988)
- Indio, dirigida per Antonio Margheriti (1989)
- El gran falcó, dirigida per Michael Lehmann (1991)